# Arquites
La Asociación Arquitectos Italianos en España (Arquites) es una organización no gubernamental española sin ánimo de lucro e independiente, formada por arquitectos de origen italiano que operan en el territorio español.

## Historia
La asociación fue constituida en el año 2002 en Valencia por el arquitecto Gianfranco Spada interesado en redescubrir el legado que arquitectos de origen italiano han dejado en tierras españolas, legado que luego de alguna manera llegó hasta América Latina en lo que respecta a la arquitectura clásica iberoamericana.
El acrónimo Arquites, ARQUitectos ITalianos en ESpaña, es un homenaje al matemático y filósofo pitagórico, Arquites de Tarento, y a su afirmación: “La armonía conduce la geometría hacia la arquitectura”, que con sus conocimientos de matemática, geometría, astrología y otras ciencias representa unos de los primeros arquitectos italianos de la historia, según la concepción del Renacimiento italiano.

## Finalidad
Arquites tiene como objetivo la valorización del abundante patrimonio arquitectónico impulsado por arquitectos italianos a lo largo de la historia de la península ibérica. Las numerosas obras arquitectónicas, todavía hoy en día conservadas, son testigo de la fuerte presencia de creadores de origen italiano, desde la época romana pasando por el barroco o el Renacimiento, hasta las creaciones de arquitectura moderna del siglo XX, y configuran un estilo y una manera de concebir la arquitectura que, aunque influida por caracteres localistas, es una herencia viva de la historia y del cultura del Mediterráneo.
En la historia arquitectónica española y, en consecuencia, en la iberoamericana abundan numerosos ejemplos de esta arquitectura, desde los proyectos renacentistas del arquitecto Francesco Sabatini y Gioacchino Toesca, hasta los contemporáneos Vittorio Gregotti y Aldo Rossi.
En esta línea, el objetivo principal de la asociación es fomentar el debate entre las culturas arquitectónicas italiana y española, que derivan de un pasado histórico común, donde los arquitectos de ambos lados del Mediterráneo intercambiaban conocimientos y técnicas que les permitía edificar verdaderas obras de arte, las que hoy en se encuentran en muchas ciudades españolas y que son parte de la herencia arquitectónica europea, y que en muchos caso son piezas clave del patrimonio de la humanidad.
Las iglesias, palacios, monasterios, castillos, teatros y diversos monumentos concebidos por italianos en España son vestigios de un pasado donde los límites territoriales desaparecían ante la fuerza de la cultura, y la creatividad no sabía de fronteras.

## Actualidad
Arquites ofrece un programa de actividades que se compone principalmente de cursos, conferencias y exposiciones.
Desde el 2004, los miembros de la asociación se han encomendado una ardua y difícil tarea de recopilación de información para la publicación de un catálogo completo de todos los edificios históricos todavía conservados y de cierta relevancia proyectados por arquitectos italianos en España.

## Arquitectos italianos de relieve en la historia de España
- Carlos Ruta
- Francesco Sabatini
- Marcello Fontón
- Luis Bernasconi
- Gioacchino Toesca
- Francisco Antonio Valzania
- Juan Bautista Pastorelli
- Vittorio Gregotti
- Aldo Rossi
- Giorgio Grassi
- Giovanni Battista Sacchetti
- Sempronio Subissati
- Cosimo Fanzago